# Alexis Bouvard

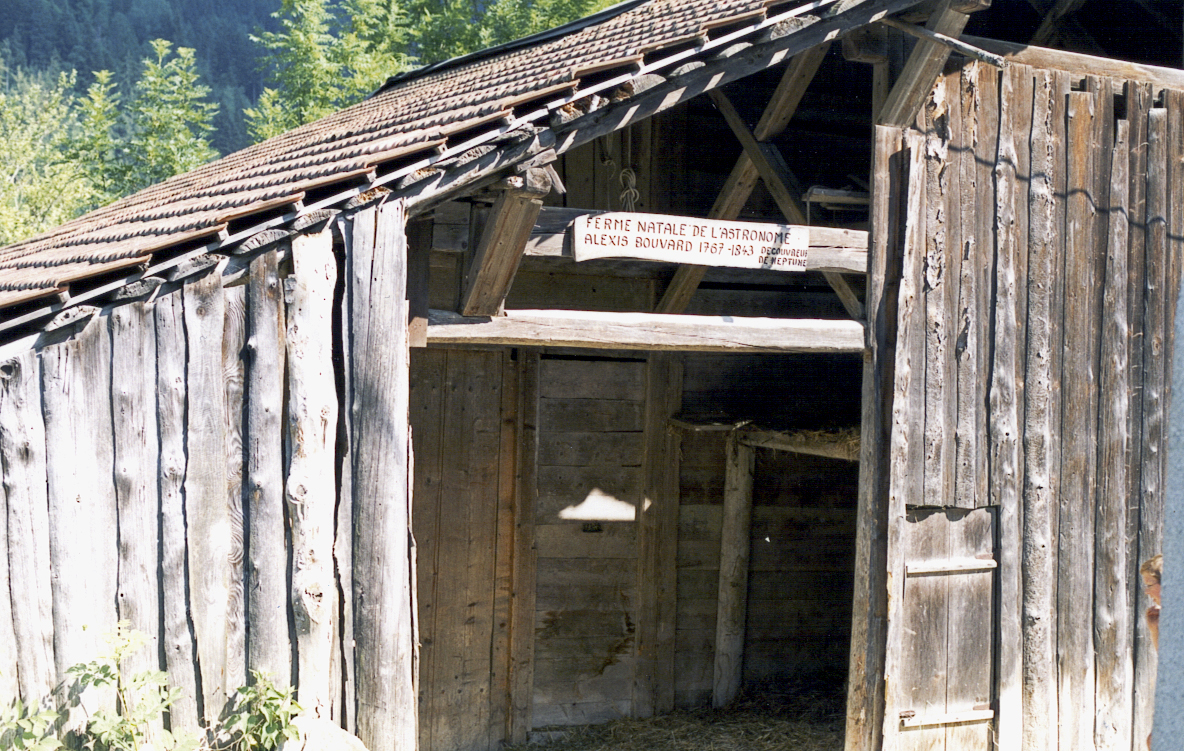
Lugar de nacimiento de Alexis Bouvard.

Alexis Bouvard (27 de junio de 1767 - 7 de junio de 1843) fue un astrónomo francés nacido en Les Contamines-Montjoie, Francia.
Sus logros incluyen el descubrimiento de ocho cometas y la fabricación de tablas de datos de Júpiter, Saturno y Urano. Mientras que las dos primeras tablas fueron muy exitosas, la última mostró serios errores con respecto a las futuras observaciones. Esto llevó a Bouvard a formular la hipótesis de la existencia de un octavo planeta que afectaba a la órbita de Urano. Neptuno fue localizado posteriormente por John Couch Adams y Urbain Le Verrier después de su muerte.
Bouvard fue director del Observatorio de París desde 1822 hasta su muerte, en 1843.
En Australia un cabo conocido como Cabo Bouvard fue llamado en su nombre cuando los marineros franceses descubrieron Australia Occidental. Bouvard es también el nombre de una pequeña ciudad australiana en el sur de Perth.